# Toyota Avalon
Toyota Avalon – sztandarowy samochód koncernu Toyota produkowany na płycie podłogowej Camry w Stanach Zjednoczonych. Od 1994 do lipca 2005 był również produkowany w Australii. Samochód z napędem na przednią oś i w zabudowie sedan. Pierwszy model zjechał z taśm fabryki Toyota Motor Manufacturing w Georgetown (Kentucky) 21 lutego 1994. Samochody te słyną z komfortu jazdy, trwałości i zadziwiającej bezawaryjności. Ewentualne naprawy ograniczają się do wymiany części eksploatacyjnych typu klocki hamulcowe itp. W modelach z rocznika 1994-99 pod maską pracował 200 konny, 3-litrowy silnik V6 1MZ-FE, stosowany również w późniejszych modelach Avalona. Niezwykle dynamiczny przy relatywnie niskim zużyciu paliwa sięgającym 8-14 l/100 km. W wielu rankingach Toyota Avalon plasuje się na najwyższej pozycji (całokształt) w swojej klasie. W Australii wybierany był trzykrotnie najmniej zawodnym pojazdem na tamtejszym rynku. Obecnie produkowana jest IV generacja tego modelu. W roku 2013 planowana jest prezentacja V generacji modelu Avalon. W Polsce samochód Toyota Avalon jest mało znany i niezbyt popularny, co korzystnie wpływa na cenę rynkową ww. modelu Toyoty.
Przez sympatyków marki Toyota, model Avalon został uznany za najmniej awaryjny w historii koncernu. Jednak 29 lipca 2010 amerykański oddział koncernu wezwał właścicieli ponad czterystu tysięcy egzemplarzy pojazdu do serwisu w celu naprawy elementu blokady układu kierowniczego.

## Dane techniczne

### Silnik
- V6 3,5 l (3456 cm³), 4 zawory na cylinder, DOHC
- Układ zasilania: wtrysk EFi
- Średnica cylindra × skok tłoka: 94,00 mm × 83,00 mm
- Stopień sprężania: 10,8:1
- Moc maksymalna: 272 KM (200 kW) przy 6200 obr./min
- Maksymalny moment obrotowy: 336 N•m przy 4700 obr./min

### Osiągi
- Przyspieszenie 0-100 km/h: 7,3* Prędkość maksymalna: 220km/h